# Abbazia di Moissac
L'abbazia di Moissac, dedicata a san Pietro, si trova nel comune di Moissac nel dipartimento del Tarn e Garonna nella regione dell'Occitania sulle rive del Tarn.

## Presentazione
L'abbazia, fondata nel VII secolo, fu collegata nel 1047 alla potente abbazia di Cluny e diventò, fin dal XII secolo, il più eminente centro monastico del sud-ovest della Francia. L'abbazia e il chiostro offrono un notevole esempio di compresenza di stili romanici e gotici, ma è il timpano del portone sud a costituire il vero capolavoro di Moissac: eseguito nel XII secolo, illustra la visione dell'Apocalisse di Giovanni.
Vi si trovano due musei: arte incoronata nella sala capitolare, arti e tradizioni popolari nel palazzo abbaziale.

## Storia
Secondo una leggenda mantenuta dai benedettini, interessati al prestigio della loro abbazia, questa sarebbe stata fondata da Clodoveo I in persona il giorno dopo una vittoria riportata qui sui Visigoti, nel 506. Avendo fatto il voto di erigere un monastero in caso di trionfo, il re francese lanciò dalla cima della collina il suo giavellotto per segnare il posto preciso dove si sarebbe innalzata «l'Abbaye aux mille moines» (l'abbazia dei mille monaci), in memoria di mille dei suoi guerrieri morti in combattimento. Ma il giavellotto andò a piantarsi in mezzo ad una palude, cosa che richiese costruzioni su palafitte (l'umidità che regna nello scantinato della chiesa abbaziale di San Pietro è in parte responsabile delle gravi alterazioni che influiscono oggi sui bassorilievi del portale romanico).
Moissac può essere considerato come uno dei molti monasteri stabiliti nell'Aquitania nel VII secolo, con l'appoggio di sovrani merovingi come Dagoberto I, sotto l'impulso certamente del vescovo di Cahors, Saint Didier (630-655).
Il privilegio della protezione reale fu rinnovato all'inizio del IX secolo da Ludovico il Pio, allora re di Aquitania, protezione presto sostituita dal Conte di Tolosa.
La collocazione della città sulla grande via di passaggio, stradale e fluviale, che collega Bordeaux e Tolosa la rendeva particolarmente vulnerabile alle invasioni. L'abbazia fu quindi saccheggiata dagli Arabi d'Al-Andalus, una prima volta quando questi assediarono Tolosa, una seconda volta dopo la loro sconfitta di Poitiers nel 732. Un secolo più tardi, nuovi saccheggi furono perpetrati dai pirati normanni che risalivano la Garonna e, nel X secolo, dagli Ungari.

### L'annessione all'Ordine di Cluny
Nel 1047 teoria e pratica sono diventate ormai molto distanti una dell'altra: i monaci benedettini, in teoria tenuti ai lavori manuali ed agricoli, in pratica scaricano il lavoro sui fratelli conversi e sui servi. Sotto la direzione dell'abate Etienne, la disciplina si è considerevolmente rilassata. Questo personaggio deve il suo seggio abbaziale soltanto alla benevolenza di Gaubert, un signore locale che aveva comperato l'abbazia a caro prezzo. Interessato a rientrare nei suoi conti, aveva incaricato il suo protetto di deviare tutte le ricchezze del monastero. Secondo un cronista, l'abbazia era diventata «un covo di briganti».
La morte dell'abate spinse il vescovo di Cahors ad intervenire e fare appello ai monaci cluniacensi. Durand di Bredons, il nuovo abate di Cluny, arrivò personalmente sui luoghi con la missione in primo luogo di sistemare gli edifici che minacciano di crollare, e in seguito, ripristinato l'ordine, di affiliare l'abbazia alla casa madre.
La scelta di Moissac come tappa principale del Cammino di Santiago di Compostela comportò una brillante rinascita spirituale ed artistica. Con il grande abate di origine alverniate Don Durand de Bredons (1072), allo stesso tempo vescovo di Tolosa, cominciò l'età d'oro del monastero, che estese i suoi possedimenti in tutto il meridione della Linguadoca e fino alla Spagna.
L'abbazia fu governata da grandi abati: Don Hunaud, che fu visconte di Brulhois, Don Ansquitil, che fece erigere il chiostro (1115) ed accolse il Papa Urbano II, venuto a consacrare l'altare principale della chiesa, e il beato Roger, al quale si devono la torre portico e il portale con il suo famoso timpano (1135).
Alla fine del XIII secolo i grandi abati costruttori Raymond di Montpezat e Bertrand di Montaigu poterono rilevare le rovine; la loro opera fu distrutta dalla guerra dei cent'anni e dal suo seguito di desolazioni. Le estorsioni delle Grandi Compagnie si aggiunsero ad un'epidemia di peste in questa città sulla frontiera, alle porte dell'Aquitania inglese, aspramente contesa dalle due parti. Alla fine del XV secolo e all'inizio del XVI secolo, passata la tempesta, Aimery di Roquemaurel e poi Pierre di Caraman dovettero ricostruire quasi interamente la loro chiesa abbaziale rovinata; realizzarono grandi lavori, in particolare la parte gotica della chiesa abbaziale.
Sotto la rivoluzione francese, alla fine dell'ottobre 1793, i mobili della chiesa e le sue vetrate, gli ornamenti e le parti di oreficeria del tesoro furono saccheggiati e consegnati nel corso di una sommossa.
Il chiostro, venduto come bene nazionale, funse inizialmente da fabbrica di salnitro, quindi da accantonamento militare. È allora che dei soldati martellarono sistematicamente le teste dei personaggi dei capitelli istoriati.
Quando si iniziò a costruire la strada ferrata, il chiostro, che era situato sulla linea prevista dal tracciato ferroviario, doveva essere interamente demolito. Molteplici proteste permisero di salvarlo in extremis, modificarono la direzione rettilinea prevista con una grande una curva per evitarlo. Tuttavia il grande refettorio e le cucine dei monaci, a nord, furono sacrificati. L'evento ebbe tuttavia il merito di dare l'allarme alla giovane amministrazione dei monumenti storici francesi, che sotto la direzione dell'architetto Eugène Viollet-le-Duc intraprese i primi lavori di salvaguardia.

## L'abbazia
Degli scavi hanno rivelato sotto la chiesa abbaziale di San Pietro il corridoio anulare di una chiesa preromanica con dei graffiti del IV secolo, ed i pilastri rotondi della navata primitiva. La parte più vecchia che esiste è il campanile-portico del 1120, rinforzato venti anni dopo; ospita uno dei più bei portali romanici che esistano. La parte bassa della navata, in pietra, è romanica, ma la parte alta in mattoni è gotica; le due arcate del coro, l'abside a cinque lati e le volte sono del XV secolo. Vi si vedono una Pietà del XV secolo ed una crocifissione del XVII secolo.
I capitelli romanici del chiostro sono stati completati nel 1100 dall'abate Ansquitil, ma l'insieme è stato ripreso nel XIII secolo con altre colonne ed altre arcate ogivali. Le sale dei monaci, il palazzo degli abati e la torre si collocano tra il XIII secolo e il XV secolo.

## Il timpano della chiesa abbaziale

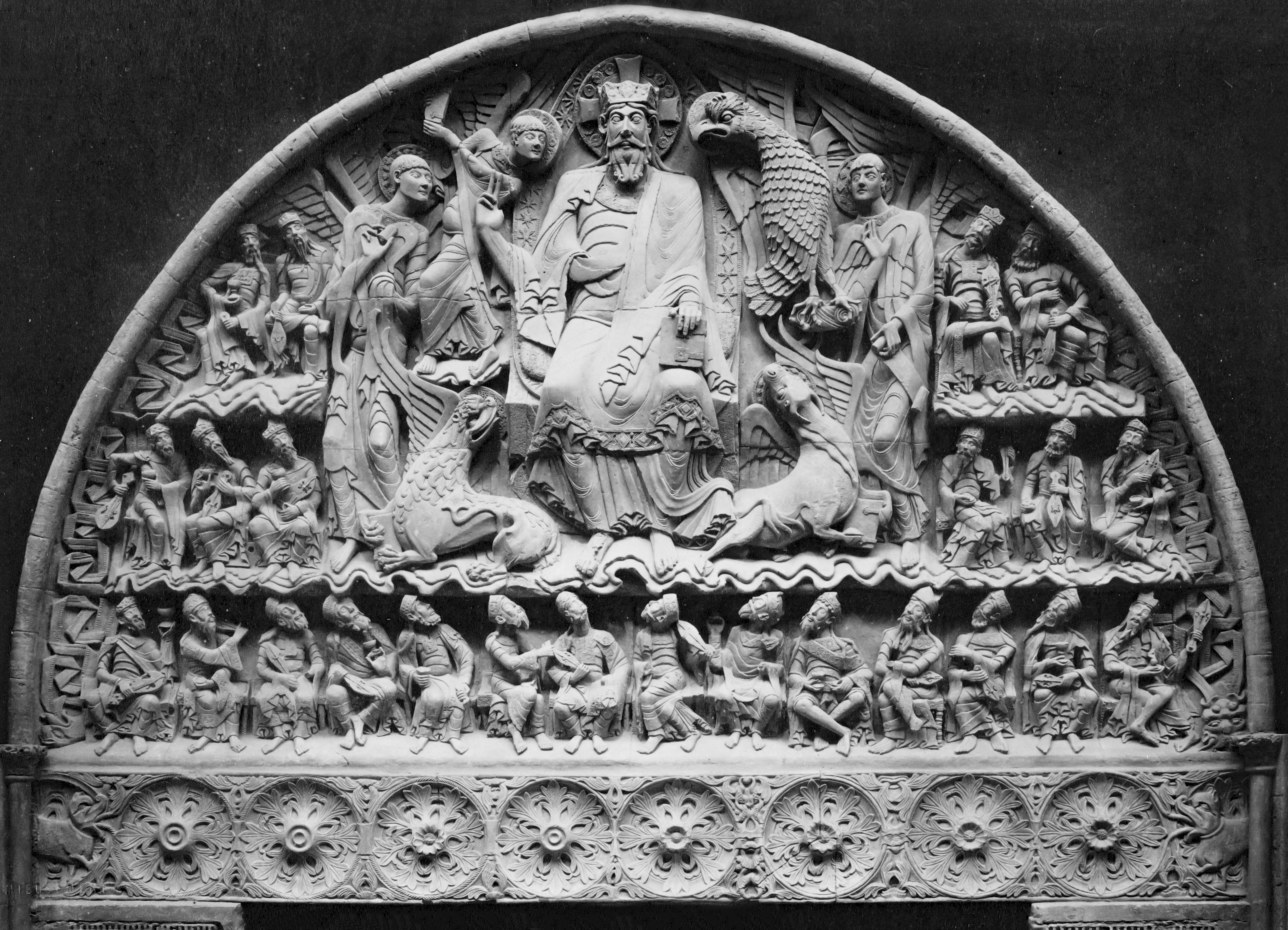
Timpano della porta sud

Realizzato tra il 1110 e il 1130, il timpano della porta sud della chiesa di San Pietro di Moissac s'ispira all'Apocalisse di Giovanni e presenta nel suo centro un Cristo in Maestà, con i piedi che riposano sul mare di cristallo. Questa figura, comunemente utilizzata per la decorazione dei timpani romanici, è circondata dai simboli dei quattro evangelisti (Marco, Matteo, Luca e Giovanni), mentre i ventiquattro anziani dell'Apocalisse prendono posto nel fondo e sui lati della scena.
La solennità ieratica dei personaggi, il carattere non realistico di alcune posizioni, il trattamento del drappeggio e la mancanza di libertà delle figure rispetto al quadro sono caratteristici delle sculture romaniche. La squisitezza dei rilievi e la dimensione pittoresca di alcuni dettagli accentuano l'incanto e la dimensione spirituale dell'insieme, vero capolavoro dell'arte romanica. L'architrave e gli archi sono decorati con motivi vegetali. Sulla datazione dell'architrave gli studiosi non sono concordi se sia un pezzo eseguito in età romanica o una scultura romana riutilizzata, similmente alla « pietra constantina » del museo di Cahors, anche se la seconda opzione è senz'altro la più plausibile.
Il pilastro monolitico (trumeau) è decorato con animali intrecciati, tre coppie di leoni e leonesse intersecate, che emergono da un fondo vegetale, si sovrappongono sulla faccia anteriore del trumeau; le facce laterali rappresentano San Paolo e il profeta Geremia. I due personaggi raffigurati nei piedritti polilobati d'influenza moresca, sono, invece, San Pietro ed il Profeta Isaia. I due apostoli sono probabilmente un'allusione all'annessione di Moissac all'abbazia di Cluny, posta sotto la protezione di San Pietro apostolo e di San Paolo di Tarso.
Sono scolpiti anche i lati del portico. I rilievi di destra mostrano, su tre registri: l'Annunciazione e la Visitazione, l'Adorazione dei magi e la Presentazione al Tempio, la Fuga in Egitto e la Caduta degli idoli. Nella parte opposta viene illustrata la parabola del povero Lazzaro e del cattivo ricco, dedicata ai supplizi infernali riservati ai lussuriosi ed agli avari, che appaiono nella parte inferiore.

## Il campanile-portico
Esiste della costruzione originale soltanto il campanile-portico che fu rinforzato verso il 1180. La struttura presenta un camminamento attorno delimitato da un parapetto dentato, degli archi ed una galleria a caditoia.

## Il nartece
La volta del nartece poggia su otto possenti colonne con grandi capitelli molto stilizzati dell'XI secolo e XII secolo, sostenendo la ricaduta di quattro nervature incrociate nell'ogiva.
La decorazione dei voluminosi capitelli del nartece utilizza motivi vegetali e animali; tra questi lupi e lupe i cui capi vengono a confondersi, nell'angolo, raffigurati con una pecora o un uccello nella loro bocca. Questi animali dai corpi protesi, disposti a X sulla faccia anteriore, sono richiamati in quelli laterali del pilastro.

## La navata
La navata ha conservato una parte dei suoi arredi, fra cui una Vergine della Pietà del 1476, una Fuga in Egitto della fine del XV secolo, come pure un ammirevole Cristo romanico del XII secolo, ed infine una tomba del 1485. Il coro è circondato da una recinzione in pietra scolpita, del XVI secolo, dietro il quale si apre un'abside carolingia. Gli stalli del coro sono del XVII secolo. In una nicchia collocata sotto l'organo vi è un sarcofago merovingio in marmo bianco dei Pirenei.

Nei pressi del coro si trova un documento di altissimo interesse storico: l'epigrafe di consacrazione, datata 1063. Il testo, tradotto dal latino, dice: 
Dall'esterno si vedono apparire chiaramente i due periodi di costruzione della navata, con una parte romanica in pietra ed un'altra gotica in mattone. La parte romanica si trova nello scantinato nelle pareti della navata e nelle curve nella parte bassa delle finestre. Il resto fu edificato nel XV secolo, in stile gotico.

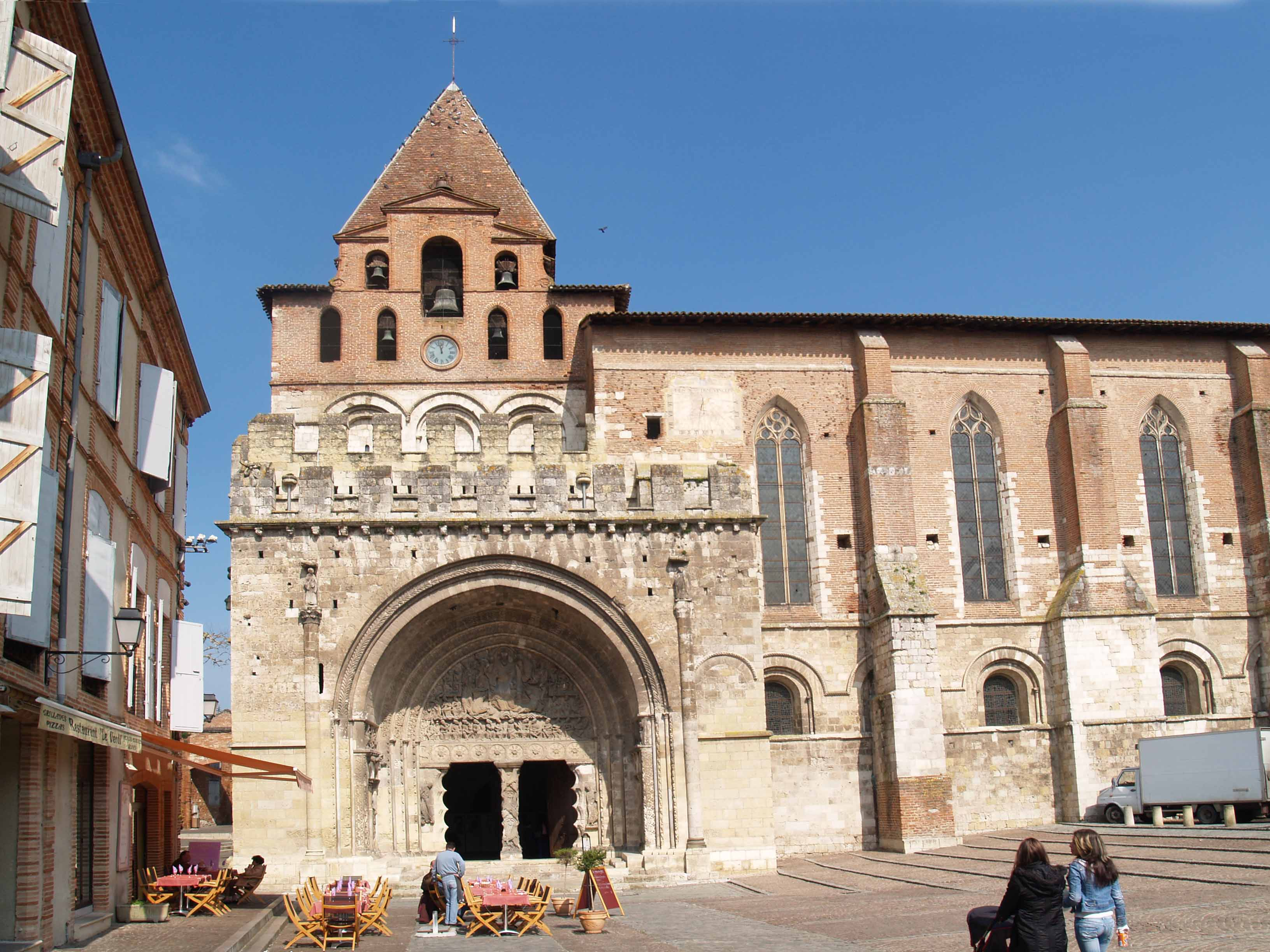
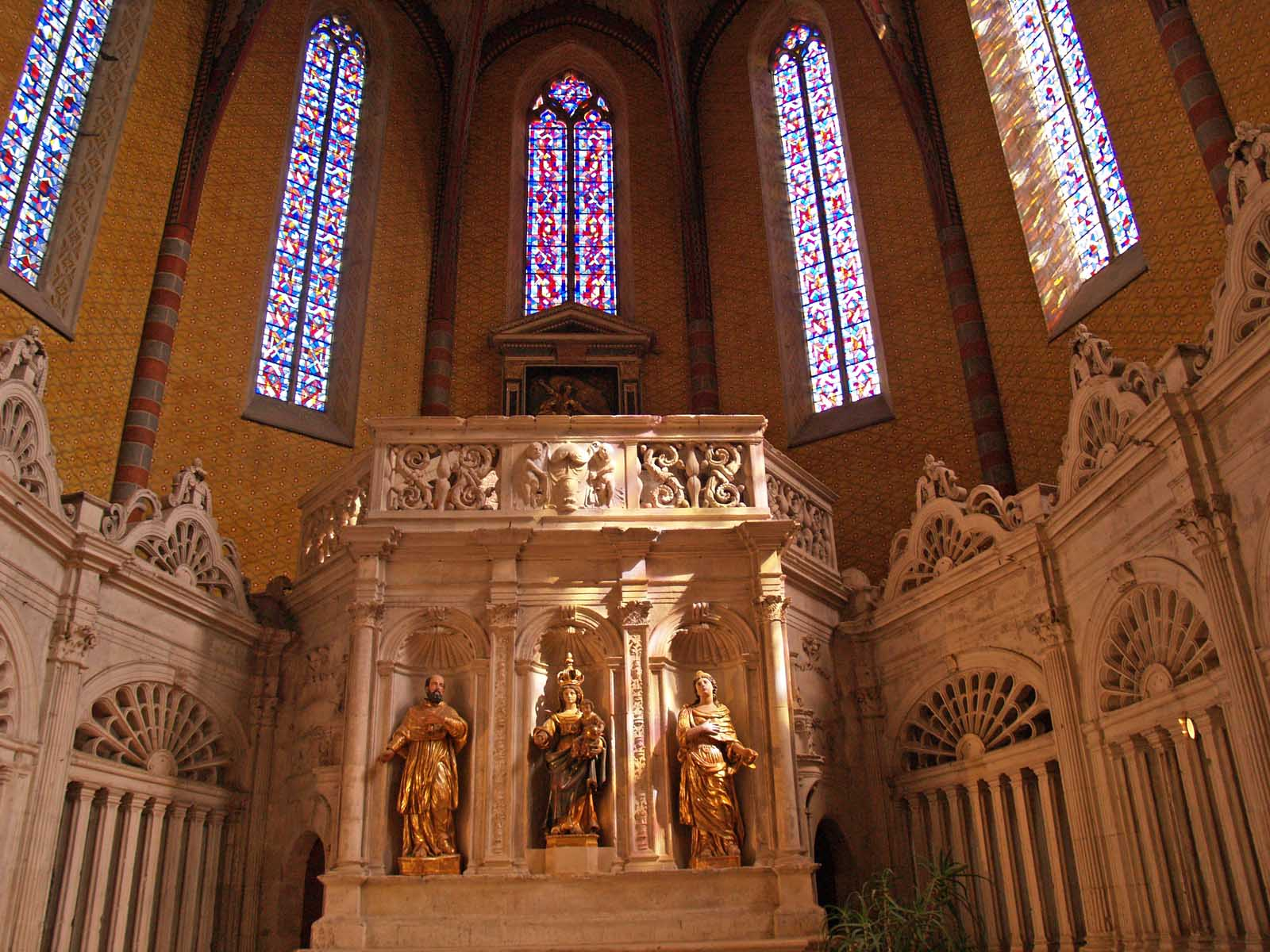
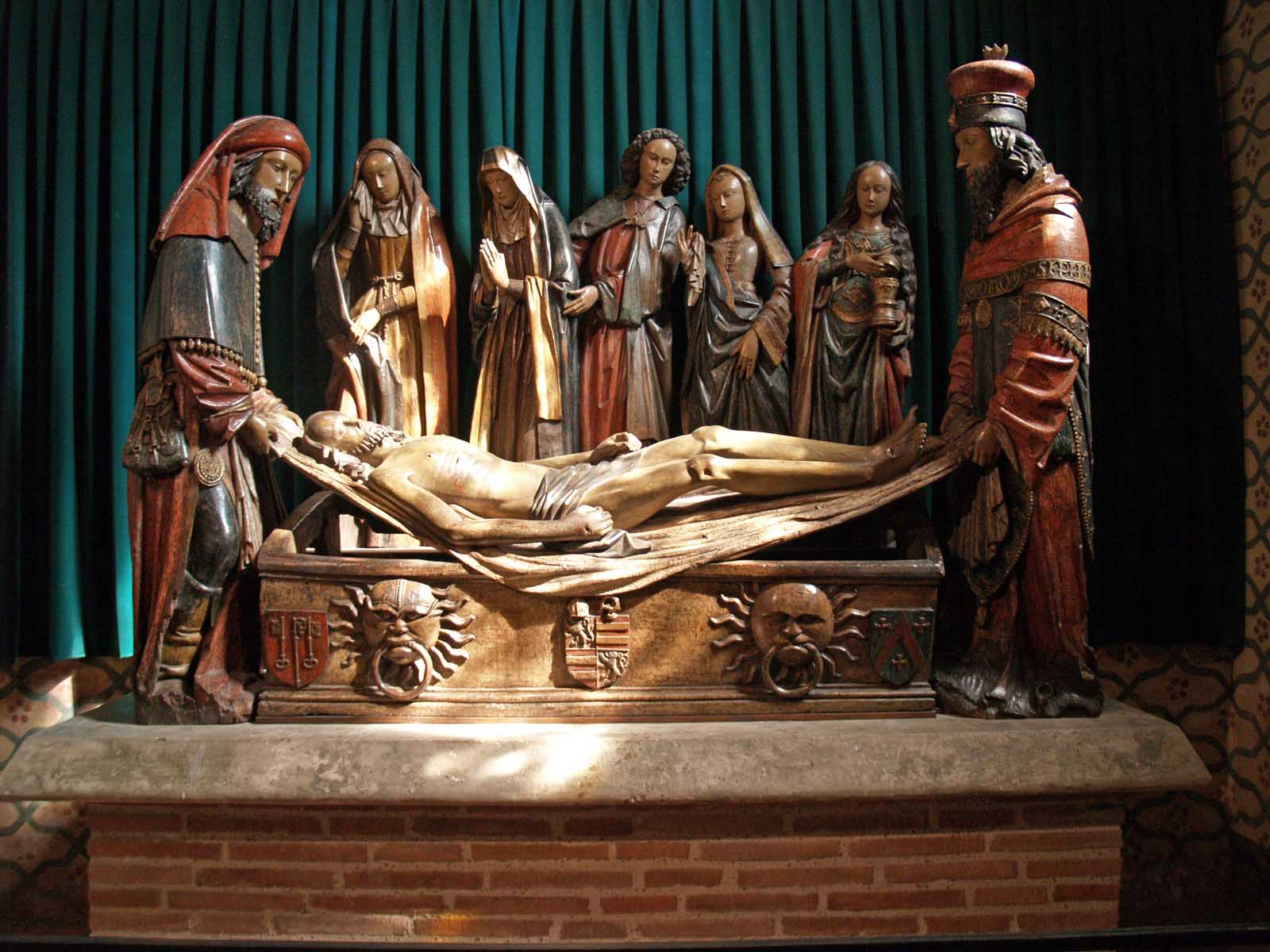

## Il chiostro romanico

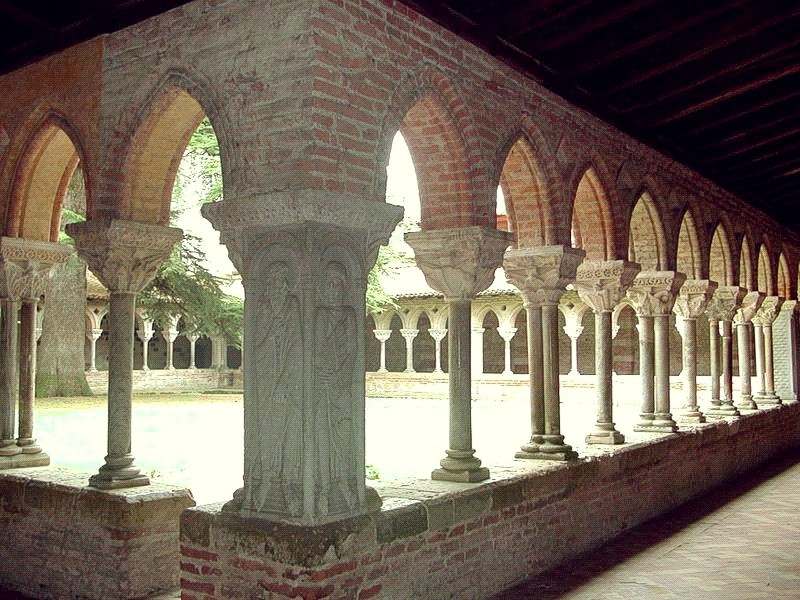
Il chiostro

Un'iscrizione permette di datare il chiostro molto precisamente al 1100. Esso è costituito da quattro gallerie strutturate, le cui arcate ricadono su una serie di colonne di marmo. Decorato sulle sole gallerie del giardino, la capriata di legno del tetto posa su una parete spoglia. Ritmato da un'alternanza di colonnette semplici e doppie che sostengono le arcate delle quattro gallerie, il chiostro conta 116 colonne.
Le sue dimensioni sono di 31 m per 27 m.
I suoi capitelli, scolpiti su quattro facce, illustrano la Genesi, l'infanzia di Cristo, i miracoli di Saint-Benoît (Benedetto), temi floreali o stilizzati, di personaggi, di piante o di animali, d'ispirazione orientale.
Le arcate sono interrotte negli angoli e al centro da pilastri quadrati in mattone rivestiti di targhe di marmo scolpite. Otto di esse, nei pilastri d'angolo, rappresentano gli apostoli: Pietro e Paolo a sud-est, Giacomo e Giovanni a nord-est, Filippo e Andrea a nord-ovest, Bartolomeo e Matteo a sud-ovest. Un nono apostolo, Simone, è rappresentato sul pilastro centrale della galleria occidentale, della parte ovest. Forse all'origine si trovava, con altri tre apostoli che oggi mancano, sui pilastri di un portico della fine del XVIII secolo, una bella fontana si trova nell'angolo nord-ovest del cortile interno. Un'altra figura è Durand di Bredons, primo abate cluniacense di Moissac (1048-1072).
Nell'angolo sud-ovest una scala conduce alla sala alta e quindi al tetto, da cui la vista si estende sul chiostro, sulla città, sulla valle del Tarn e le colline di Moissac.

## Gli abati di Moissac

### Abati regolari
- Sant'Amando (506-5??)
- Sant'Ansberto (???-???)
- San Lieutaudo (???-???)
- San Paterno (???-???)
- Sant'Amarando (???-???)
- Ermerino (???-???)
- Andrauldo I (???-???)
- Witardo (???-???)
- Didone I (???-???)
- Sinfroniano (???-???)
- Didimo (???-???)
- Galfino (???-???)
- Didone II (???-???)
- Frotario (???-???)
- Landry (???-???)
- Andralio (???-???)
- Aspasio (???-???)
- Germias (???-???)
- Amaldo (???-???)
- Ugo I (???-???)
- Raimondo I (???-???)
- Pierre I (???-???)
- Durand I (???-868)
- Andrauld II (868-???)
- Bernardo (???-???)
- Ugo II (???-???)
- Gausberto di Castelnau (???-1003)
- Ugo III (1003-1020)
- Erlose (1020-10??)
- Raimondo II (10??-10??)
- Stefano I (10??-1072)
- Durand II de Bredon (1048-1072)
- Hunauld de Béarn (1072-1085)
- Ansquitil (1085-1108)
- Jean-Roger[2] (beato Roger) (1108-1131)
- Guitard (1131-1135)
- Guglielmo I (1135-1140)
- Giraud (1140-1155)
- Filippo di Rochefort (1155-1164)
- Robert d’Auberoche (1164-1165)
- Bertrando I (1165-1199)
- Raimondo III de Proët (1199-1214)
- Augero I (1214-1215)
- Raimondo IV de Roffiac (1215-1225)
- Wautier (1225-1229)
- Raimondo V di Montpezat (1229-1245)
- Guglielmo III di Bessens (1246-1260)
- Bertrando II di Montaigu (1260-1295)
- Guglielmo IV di Durfort de Duras (1295-1306)
- Augero II di Durfort de Duras (1306-1335)
- Rathaire de Vénasque (1335-1361)
- Frédol de Lautrec (1361-1369)
- Bertrando III de Robert (1369-1370)
- Aimerico I di Peirac (1371-1407)
- Raimondo VI di Vérac (1407-1419)
- Guy de Vérac (1419-1431)
- Aimerico II di Roquemaurel (1431-1449)
- Pierre II de Carmaing (1449-1490)

### Abati commendatari
- Antonio I di Carmaing (1490-1500)
- Antonio II di Narbonne de Talairan (1500-1516)
- Giovanni I di Narbonne de Talairan (1516-1543)
- Giovanni II de Lettes (1543-1560)
- cardinale Luigi di Guisa (1560-1578)
- cardinale Carlo di Lorena (1578-1597)
- François I de Parisot de La Valette de Cornusson (1597-1610)
- François II de Parisot de La Valette de Cornusson (1610-1644)

Secolarizzazione dell'abbazia nel 1618. I monaci benedettini sono sostituiti da canonici agostiniani.
- cardinale Giulio Mazarino (1644-1661)
- cardinale Rinaldo d'Este (1661-1672)
- Jean-François d'Estrades (1672-1715)
- Jean-Louis de Gontaut, duca di Biron (1716-1775)
- Étienne-Charles de Loménie de Brienne (1775-1788)
- Vacante (1788-1790)